# Crassicrus lamanai
Crassicrus lamanai là một loài nhện trong họ Theraphosidae.
Loài này thuộc chi Crassicrus. Crassicrus lamanai được miêu tả năm 1996 bởi Reichling & West.